# Kroontjeskruid
Kroontjeskruid (Euphorbia helioscopia) is een plant uit de wolfsmelkfamilie (Euphorbiaceae). Het is een onbehaarde plant die 10–50 cm hoog wordt. De soort komt voor op akkerland of braakliggend terrein. Door de kleur van de schutblaadjes ziet de plant er geelachtig groen uit.
De plant heeft een cyathium dat bestaat uit een aantal mannelijke bloemen met één meeldraad en één vrouwelijk bloempje omgeven door een omwindsel, dat ovaal en geelgroen is.
De bloemen vormen een scherm met meestal vijf schermstralen. Daaronder bevinden zich brede schutbladen. De bloeitijd is van mei tot de herfst.
De bladeren zijn evenals de schutbladen omgekeerd eirond. Bij de steel zijn de bladeren smaller en aan de top zijn ze getand.
Kroontjeskruid heeft een gladde doosvrucht die bruine zaadjes bevat.